# Armophorea
Armophorea es una clase de protistas del filo Ciliophora. Incluye formas de vida libre y endosimbióticas y presumiblemente todos los miembros poseen hidrogenosomas. La clase está respaldada por análisis moleculares, pues incluye géneros, como Metopus y Nyctotherus, cuyas cinétidas no son muy similares.

## Ecología
Los armóforos de vida libre viven en hábitats anóxicos o microaeróbicos, en el sedimento o la columna de agua donde hay oxígeno reducido o ausente. Por tanto, su distribución es bastante limitada, aunque se encuentran a nivel mundial tanto en hábitats marinos como de agua dulce, así como en sedimentos terrestres. Los clevelandélidos viven como simbiontes comensales dentro del tracto digestivo de los animales terrestres y acuáticos. 
Los armóforos pueden sobrevivir enquistados cuando se encuentran en condiciones ambientales desfavorables. Esto es bastante importante para los clevelandélidos porque facilita su transmisión entre huéspedes. 
Como la mayoría de los ciliados anaeróbicos, los armóforos tienen orgánulos derivados de mitocondrias llamados hidrogenosomas. Estos orgánulos especializados producen energía para la célula en ausencia de oxígeno mediante la fermentación del piruvato en acetato e hidrógeno. Los armóforos albergan arqueas endosimbióticas metanogénicas que se han ubicado en el citoplasma adyacente a sus hidrogenosomas. Las células huésped pueden contener hasta 10 000 metanógenos y se cree que desempeñan funciones en el crecimiento y el metabolismo del huésped. Se plantea la hipótesis de que estos simbiontes consumen el hidrógeno que se produce como producto final de la fermentación, lo que la convierte en una reacción más favorable y aumenta su rendimiento energético. Los armóforos marinos también albergan bacterias ectosimbiontes que son reductoras de sulfato, que se cree que desempeñan un papel similar al de los metanógenos endosimbióticos en el sentido de que también consumen hidrógeno como metabolito de la fermentación del huésped. 
La metanogénesis de estas arqueas endosimbióticas puede contribuir sustancialmente a la producción de metano en sedimentos detríticos anóxicos ricos en sulfato y en la columna de agua anóxica, pero la contribución es modesta (> 2%) en sedimentos arenosos donde los ciliados son más bajos. Esto contrasta con los clevelandélidos: más del 80 % del metano producido por la cucaracha americana se puede atribuir a estos ciliados a través de sus endosimbiontes metanogénicos.